# Terttu Rosengren
Terttu "Tepu" Kyllikki Rosengren, född  Mallinen 26 juli 1924 i Helsingfors, död 21 oktober 2010 i Vasa församling, Göteborg, var en svensk pedagog. Hon var rektor för invandrarundervisningen i Göteborgs grundskolor samt lärare och föreläsare på sociologiska institutionen vid Göteborgs universitet.
Terttu Rosengren var även initiativtagare och pionjär inom hemspråksundervisningen med specialisering på kulturkrockar. Rosengren var aktiv föreläsare och debattör på högskolor, universitet, tv och radio under hela 1960-, 1970- och 1980-talen och medverkade bland annat i Gränslöst på SR P1 1987 om flyktingbarn i skolan och i Profilen i SR 1977. Rosengren var även värd för radioprogrammet Sommar i SR P1 den 12 juli 1976.
Hon tilldelats den pedagogiska utmärkelsen Guldelefanten, Sveriges då enda pedagogiska utmärkelse. Hon är författare till boken ”Invandrarelever som resurser i skolans arbete med internationella och interkulturella frågor”. 
Hon fick i uppdrag att för Volvo grunda en fransk skola i Göteborg i samband med den potentiella Volvo-Renault-affären, och var även aktiv i ett flertal föreningar, till exempel som ordförande i Göteborgsavdelning av Kalevala Kvinnoförbund (Kalevalaisten Naisten yhdistys). Rosengren är begravd på Stampens kyrkogård i Göteborg.